# Río Llanteno
El río Llanteno (Ibaizabal en euskera) es un curso de agua del norte de la península ibérica, afluente del río Gordejuela. Discurre por la provincias españolas de Burgos y Álava.

## Curso
Nace en el valle de Angulo, en la provincia de Burgos. Discurre en su mayor parte por Álava, y pasa junto a los concejos de Erbi, Retes de Llanteno y Llanteno. El río se incorpora el Arciniega aguas abajo de Ureta y ambos juntos dan a parar al Gordejuela, que fluye luego por tierras vizcaínas hasta desembocar en el Cadagua a la altura de la localidad de Sodupe. Aparece descrito en el décimo volumen del Diccionario geográfico-estadístico-histórico de España y sus posesiones de Ultramar de Pascual Madoz con las siguientes palabras:

LLANTENO: r. de Alava, part. jud. de Amurrio: nace cerca de la peña de Angulo (ayunt. de Mena), y su curso es por el valle de dicho Angulo, donde le cruzan 2 puentes; sigue á Añes, donde tiene otro, á Erbi, Retes y Llanteno, donde le atraviesan 5, 2 en el primero y último, y uno en el segundo: baña por der. é izq. á los citados pueblos, y despues de haber corrido como 2 leg. se incorpora el de Arciniega 1/2 leg. mas abajo de esta v., y corren juntos hasta introducirse en el Gordejuela: cria barbos, bermejuelas, pececitos, ricas truchas y esquisitas anguilas; sus aguas dan movimiento á varios molinos harineros.
(Madoz, 1847, p. 488)

También lo menciona Vicente Vera y López en el tomo de la Geografía general del País Vasco-Navarro dedicado a Álava:

Río Llanteno.—Nace en el valle de Angulo (Burgos), y dirigiendo su curso hacia el norte, á corta distancia de su origen penetra en territorio alavés, recibiendo aguas vertidas de la Sierra Salvada y pasa por Añes, Herbi, Retes de Llanteno; más abajo de Ureta se incorpora al Arciniega para ser poco más adelante afluente del Gordejuela. Su curso es de unos 12 kilómetros.
(Vera y López, 1915-1921, p. 22)